# Mirimanoff-paradoxon
A Mirimanoff-paradoxon egy a naiv halmazelméletben előálló paradoxon, melynek forrása a pontosan a jólfundált halmazokat tartalmazó halmaz.
A Mirimanoff-paradoxon - a Russell-paradoxonhoz hasonlóan - illusztrálja, hogy a halmazalkotásra vonatkozó korlátozásokat teljesen nélkülöző naiv halmazelméletben milyen ellentmondások állhatnak elő.
Vegyük az összes jólfundált halmaz halmazát, M-et. Kérdés: jólfundált-e M? Egy halmaz, aminek minden eleme jólfundált, maga is jólfundált kell hogy legyen, M pedig pontosan ilyen. Mivel M egyrészt jólfundált, másrészt tartalmazza az összes jólfundált halmazt, így magát is tartalmaznia kell. Ekkor előáll egy végtelen, M-ből induló ∈-lánc, jelesül: M ∋ M ∋ M … Tehát M nem-jólfundált. Ellentmondás.

## Bevezetés
Dmitrij Mirimanov (elterjedt írásmóddal: Mirimanoff) orosz matematikus (sz.:1861) tette közzé a Mirimanoff-paradoxont 1917-ben, a Burali-Forti antinómia általánosításaként, és Les antinomies de Russell et de Burali-Forti et le problème fondamentale de la théorie des ensembles című írásában publikálta.
Minden halmaz vagy jólfundált, vagy nem jólfundált, attól függően, hogy kiindul-e belőle egy végtelen ∈-lánc, vagy sem. A jólfundáltság egy jól meghatározott tulajdonságnak tűnik, így léteznie kell egy olyan halmaznak, ami pontosan az ezzel a tulajdonsággal bíró dolgokat, esetünkben halmazokat tartalmazza. Ez a halmaz lesz M:
{\displaystyle \scriptstyle {M=\!\!_{df}\{\,x\,:\,\,x\,\,}} jólfundált{\displaystyle \scriptstyle {\,\}}}
Mint minden halmazról, M-ről is megkérdezhetjük: jólfundált, vagy nem-jólfundált? M akkor lehetne nem-jólfundált, ha lenne legalább egy olyan eleme, amiből indul egy végtelen leszálló ∈-lánc. Ilyen eleme azonban nem lehet, mert elemei mind jólfundáltak. Tehát M is jólfundált, és mint ilyen, M definíciójából fakadóan, eleme saját magának. Viszont egy halmaz, aminek elemei között saját maga is szerepel, biztos, hogy nem jólfundált. Ellentmondás.

## Lehetséges kiutak a paradoxonból

### Típuselmélet
Ahogyan a Mirimanoff-paradoxon a Russell-paradoxonhoz hasonlóan állt elő, ugyanúgy a belőle vezető kiutak is hasonlóak. Az egyik ilyen – ma kevésbé favorizált – megoldás, a típuselmélet. Ez egy sajátos módszerrel felépített formális logikai nyelv, ami alkalmazható a halmazelméletre is, tekintve hogy az is egy (elsőrendű) logikai nyelv. Lényege, hogy a halmazok rendszerét egy végtelen hierarchiaként fogjuk fel, és „alulról-felfelé” építjük fel. A típuselmélet felépítésének alapelvét megfogalmazhatjuk úgy is, hogy az elemeknek „ontológiai” elsőbbségük van az őket tartalmazó halmazzal szemben. Azaz ha megvannak az (ős)elemek, megkreálom hozzá a halmazt, ami egy magasabb szintű entitás lesz. Aztán ezeknek az őselemeket tartalmazó halmazoknak hozom létre az őket tartalmazó halmazt, ami már egy harmadik szint. Így biztosítva van, hogy egy halmaznak csak nála alacsonyabb szintű elemei lehetnek (vele azonos vagy magasabb szintűek nem), tehát saját maga biztos hogy nem lehet eleme. Ezáltal "ártalmatlanítva" lett mind a Russell-halmaz, mind a Mirimanoff paradoxonban szereplő halmaz. A típuselméletben is vannak Russell-halmazok (azaz az összes olyan halmazt tartalmazó halmazok, amelyek nem elemei önmaguknak), ám kiegészülnek egy plusz definíciós tényezővel: az összes olyan dolog az eleme egy n-edik szintű Russell-halmaznak (Rn), ami
- nem eleme saját magának
- k-adik szintű dolog, ahol k < n.

Ez utóbbi tulajdonság biztos, hogy nem lehet igaz Rn-re, ezért nem lehet eleme magának, így a paradoxon sem állhat elő. (Így például biztosak lehetünk benne, hogy Rn-nek eleme az összes Rk(k < n), mert azokról most már biztosan tudjuk, hogy nem elemei saját maguknak (egyébként bármi is van bennük).

### Axiomatikus halmazelmélet
Azonban a mai matematikusok és logikusok egy sokkal kevésbé kifacsartnak mondott és egzaktabb felépítményt használnak, ez pedig az axiomatikus halmazelmélet. Itt a halmazalkotás szabadságát axiómákkal korlátozzuk. Esetünkben a korlátozó axiómát a regularitás axiómájának hívjuk. Ez kizárja az olyan ∈-relációkat, hogy a ∈ b ∧ b ∈ a. Magyarul: a ∈ b ⊃ b ∉ a. Ha b helyére a-t helyettesítjük, megkapjuk, hogy nem létezik olyan halmaz, ami magát tartalmazza.

## Külső hivatkozás
- S. Yablo: Circularity and Paradox (a szerző honlapján)
- Stanford Encyclopedia of Philosophy Paradoxes and Contemporary Logic cikke